# Julien Absalon
Julien Absalon   (Remiremont, 16 d'agost de 1980) és un ciclista de muntanya francès, especialitzat en el Camp a través. Ha guanyat dos ors olímpics, cinc Campionats del món, cinc Campionats d'Europa, set cops la Copa del món i nombrosos campionats nacionals.

## Palmarès
Palmarès de Julien Absalon.
- 1998
  -  Campió del món júnior en Camp a través
  -  Campió d'Europa júnior en Camp a través
  -  Campió de França júnior en Camp a través
- 2001
  -  Campió del món sub-23 en Camp a través
  -  Campió d'Europa sub-23 en Camp a través
  -  Campió de França sub-23 en Camp a través
- 2002
  -  Campió del món sub-23 en Camp a través
  -  Campió d'Europa sub-23 en Camp a través
  -  Campió d'Europa en Camp a través per relleus (amb Jean-Eudes Demaret, Laurence Leboucher i Cédric Ravanel)
  -  Campió de França sub-23 en Camp a través
- 2003
  - 1r a la Copa del món en Camp a través
  -  Campió de França en Camp a través
- 2004
  -  Medalla d'or als Jocs Olímpics d'Atenes en Camp a través
  -  Campió del món en Camp a través
  -  Campió de França en Camp a través
- 2005
  -  Campió del món en Camp a través
  -  Campió de França en Camp a través
- 2006
  -  Campió del món en Camp a través
  -  Campió d'Europa en Camp a través
  - 1r a la Copa del món en Camp a través
  -  Campió de França en Camp a través
- 2007
  -  Campió del món en Camp a través
  - 1r a la Copa del món en Camp a través
  -  Campió de França en Camp a través
- 2008
  -  Medalla d'or als Jocs Olímpics de Pequín en Camp a través
  - 1r a la Copa del món en Camp a través
  -  Campió de França en Camp a través
- 2009
  - 1r a la Copa del món en Camp a través
  -  Campió de França en Camp a través
- 2010
  -  Campió de França en Camp a través
- 2011
  -  Campió de França en Camp a través
- 2012
  -  Campió de França en Camp a través
- 2013
  -  Campió d'Europa en Camp a través
  -  Campió de França en Camp a través
- 2014
  -  Campió del món en Camp a través
  -  Campió d'Europa en Camp a través
  - 1r a la Copa del món en Camp a través
  -  Campió de França en Camp a través
- 2015
  -  Campió d'Europa en Camp a través
  -  Campió de França en Camp a través
- 2016
  -  Campió d'Europa en Camp a través
  - 1r a la Copa del món en Camp a través
  -  Campió de França en Camp a través